# علي بن محمد الحماني
الشّريف أبو الحسين علي بن محمد بن جعفر العلوي الحِمَّاني الكوفي يعرف أيضًا بـالأفوه (؟ - 914 م/ 301 هـ) فقيه علوي وشاعر عراقي من أهل القرن التاسع الميلادي/ الثالث الهجري. ولد في الكوفة في عائلة علوية هاشمية ونشأ وعاش بها. نظم مراثي في أقاربه العلويين الثائرين وهاجى علي بن الجهم. وقال في ذم الشيخوخة وكان أحولًا. كان ديوان شعره معروفًا حتى القرن 14 م.

## سيرته
هو أبو الحسين علي بن محمّد بن جعفر بن محمّد بن زيد بن علي بن الحسين بن علي بن أبو طالب عبد مناف بن عبد المطلب الهاشمي الكوفي الحِمّاني المعروف بالأفوه. ولد في سنة غير معلومة في القرن التاسع الميلادي/ الثالث الهجري في الكوفة ونشأ وعاش بها. نزل أجداده الكوفة في قبيلة حمان فنسب اليها. كان عالمًا وفقيهًا وعمل مدرّسًا بها. قال عنه المسعودي «وكان علي بن محمّد الحِمّاني مفتيهم بالكوفة وشاعرهم ومدرّسهم ولسانهم، ولم يكن أحد بالكوفة من آل علي بن أبي طالب يتقدّمه في ذلك الوقت.» نقل عنه ياقوت الحموي «وكان يقول: أنا شاعر، وأبي شاعر، وجدّي شاعر إلى أبي طالب». قال أبو محمد الفحام: سأل المتوكل ابن الجهم: مَن أشعر الناس؟ فذكر شعراء الجاهلية والإسلام، ثمّ إنّه سأل أبا الحسن علي الهادي فقال: الحمّاني حيث يقول:
توفي الحماني في مسقط رأسه سنة 301 هـ/ 940 م.

## وصلات خارجية
- في موقع شعراء أهل البيت